# Twofish
Em criptografia, Twofish é um algoritmo de cifra de bloco criado por Bruce Schneier sucessor do algortimo original Blowfish. Foi um dos cinco finalistas no concurso do Advanced Encryption Standard (AES, Padrão de Criptografia Avançado), acabando por não ser selecionado para a padronização. Possui um tamanho de bloco de 128 bits, e uma chave variável de 128,192 ou 256 bits, tal como os restantes concorrentes para o AES. O seu criador, Bruce Schneier, recomenda-o em detrimento do Blowfish, já que Blowfish, com o tamanho de bloco de 64 bits,  é vulnerável a ataques de aniversário, como, por exemplo, o SWEET32.